# POU-Familie
Die POU-Familie ist eine Gruppe von Transkriptionsfaktoren mit einer hochkonservierten Homöodomäne.
Im menschlichen Genom wurden 15 POU-Gene gefunden. Das Genom der Modellorganismen Drosophila und Caenorhabditis elegans weist dagegen nur fünf beziehungsweise vier POU-Gene auf. Dennoch regeln diese Transkriptionsfaktoren eine Vielzahl von biologischen Prozessen. Dies ist durch ein breites Spektrum an Interaktionen mit anderen Transkriptions- oder Kofaktoren möglich. Die dabei interagierenden Proteine können ebenfalls aus der POU-Familie oder aber auch aus anderen Familien, wie beispielsweise Pax oder Sox, stammen.

## Namensgebung
Das Akronym POU leitet sich von drei bei vielen Lebewesen vorhandenen Transkriptionsfaktoren ab:
- der Buchstabe P kommt vom Hypophysenspezifischen Transkriptionsfaktor Pit-1 (=POU1F1),
- das O von den Oktamer-Transkriptionsfaktoren Oct-1 (=POU2F1) und Oct-2 (=POU2F2), wobei die Oktamer-Sequenz ATGCAAAT ist, und
- der Buchstabe U vom neuralen Unc-86-Transkriptionsfaktor von Caenorhabditis elegans

## Vorkommen nach Art
Die POU-Gen-Domäne wurde in den verschiedensten Lebewesen, wie beispielsweise Caenorhabditis elegans, Drosophila, den Krallenfröschen (Xenopus), dem Zebrabärbling und dem Menschen gefunden; in Pflanzen und Pilzen bisher dagegen nicht.

## Transkriptionsfaktoren der POU-Familie (Mensch)
Das menschliche Genom umfasst 15 Gene, die der POU-Familie zugerechnet werden (in Klammer die alternative beziehungsweise veraltete Genbezeichnung):
- POU1F1 (PIT1), (GHF-1) auf Chromosom 3 Genlocus q13.2[2]
- POU2F1 (OTF1), (Oct-1) auf Chromosom 1 Genlocus q24.2[3]
- POU2F2 (OTF2), (Oct-2) auf Chromosom 19 Genlocus q13.2[4]
- POU2F3 (OCT11), (PLA-1), (Skn-1a), (Epoc-1) auf Chromosom 11 Genlocus q23.3[5]
- POU3F1 (OTF6), (OCT6), (SCIP) auf Chromosom 1 Genlocus p34.3[6]
- POU3F2 (OTF7), (POUF3), (BRN2), (OCT7) auf Chromosom 6 Genlocus q16.2[7]
- POU3F3 (OTF8), (BRN1) auf Chromosom 2 Genlocus q12.1[8]
- POU3F4 (OTF9), (BRN4), (DFN3) auf dem X-Chromosom Genlocus q21.1[9]
- POU4F1 (BRN3A), (RDC-1) auf Chromosom 13 Genlocus q31.1[10]
- POU4F2 (Brn-3b), (BRN3B) auf Chromosom 4 Genlocus q31.22[11]
- POU4F3 (BRN3C), (DFNA15) auf Chromosom 5 Genlocus q32[12]
- POU5F1 (OTF3), (OCT3), (Oct-4), (MGC22487) auf Chromosom 6 Genlocus q21.33[13]
- POU6F1 (BRN5), (MPOU), (TCFB1) auf Chromosom 12 Genlocus q13.13[14]
- POU6F2 (RPF-1) auf Chromosom 7 Genlocus p14.1[15]